# Niphona plagiata
Niphona plagiata es una especie de escarabajo longicornio del género Niphona, tribu Pteropliini, subfamilia Lamiinae. Fue descrita científicamente por White en 1858.

## Descripción
Mide 15-19 milímetros de longitud.

## Distribución
Se distribuye por China, India y Vietnam.